# Tillandsia violacea
Tillandsia violacea là một loài thuộc chi Tillandsia. Đây là loài đặc hữu của México.